# Пальмбах, Александр Адольфович
Александр Адольфович Пальмбах (29 августа (10 сентября) 1897, Дрисса — 1963, Кызыл) — советский учёный, тюрколог-тувиновед, лингвист, писатель, литературовед, переводчик, один из создателей тувинского алфавита и первой научной грамматики тувинского языка, редактор и один из составителей русско-тувинского (1953) и тувинско-русского (1955) словарей.

## Биография
Сын врача Адольфа Александровича Пальмбаха. Учился в Витебской мужской гимназии (1906—1915), в Политехническом институте Петрограда (1915).
Окончил Московский археологический институт по специальности русская филология (1918). Преподавал в Коммунистическом университете трудящихся Востока, Челябинском педагогическом институте, в школах Витебской области, был директором школы № 20 Хамовнического района Москвы. В 1924—1930 гг. был членом редколлегии журнала для подростков «Юные строители» и журнала «Мурзилка».
В 1930 г. приехал в Туву в составе экспедиции советских ученых-лингвистов во главе с Л. Покровским, остался в Туве в качестве консультанта Ученого комитета по вопросам письменности, языка и литературы. После открытия ТНИИЯЛИ в 1945 г. А. А. Пальмбах работал в нём в секторе языка и письменности до последних дней своей жизни.

## Семья
Был женат, имеет трёх сыновей: Спартак Пальмбах (1923—1943), Граник Пальмбах (1925—1996). Тэмир Пальмбах (1931 г.р.)

## Творчество
Как писатель и переводчик (литературный псевдоним А. Тэмир) Пальмбах сыграл видную роль в становлении тувинской художественной литературы; переводил произведения Салчака Тока («Слово арата»), Степана Сарыг-оола и др. Он — автор пособия «Уроки тувинского языка», научной «Грамматики тувинского языка» (фонетика и морфология, совместно с Ф. Г. Исхаковым), второй части школьной «Грамматики тувинского языка» (1952) (совместно с З. Б. Арагачы); редактор «Тувинско-русского» (1955), «Русско-тувинского» (1953) словарей и «Орфографического словаря» (1951). Под его редакцией вышло в свет пособие «Тыва домак» (Тувинский язык) С. С. Лопсана и Шавы (1936).

## Награды и звания
- орден Тувинской Народной Республики
- орден Трудового Красного Знамени
- «Знак почета»
- медаль «За доблестный труд в Великой Отечественной войне 1941—1945 гг»
- Почетная грамота Правительства Тувы
- грамота «Лучший ударник» Коммунистическом университете трудящихся Востока
- грамота «Боец культурной революции» Центрального Совета Всероссийского общества
- Заслуженный работник литературы и искусства Тувинской АССР

## Основные публикации
- Обезвредим противников колхоза: пьеса
- Солнечный водопад: рассказы, очерки
- Рассказы и очерки

### Избранные труды
- Пальмбах А. А., Исхаков Ф. Г. Грамматика тувинского языка. Фонетика и морфология. — М.: Изд-во восточной литературы, 1961. — 470 с. — 3000 экз.

## Память
В Тыве в честь А. А. Пальмбаха названа одна из улиц города Кызыла.